# 부부인
부부인(府夫人)은 조선시대 외명부 작위 중 하나로, 국왕(國王)의 적자(嫡子)인 대군(大君)의 정부인(正夫人)과 왕비(王妃)의 어머니에게 내린 정일품(正一品) 작위다. 조선 중기에는 종친의 아내로서 왕의 사친이 된 여성의 작위로도 쓰이다가 철종시대부터 부대부인으로 대체되었다.

## 유래
부부인의 유래는 신라 후기부터 쓰인 작위인 국대부인(國大夫人·國太夫人)으로, 국대부인은 당나라에서 1품이상 관원(황족 포함)의 어머니나 부인을 봉작한 작위인 국부인(國夫人)을 기원으로 한다. 오대십국 시대에는 열국의 개국왕들이 사친을 국부인에 태(太)를 더한 국태부인으로 봉하였으며, 고려시대에는 왕후의 사친과 특별한 공적을 세운 신하의 어머니를 국태부인(=국대부인)으로 삼았다. 송나라·원나라·명나라에서도 황후의 어머니를 국태부인으로 삼았다.
조선을 개국한 태조는 의비(懿妃)로 추존한 어머니 최씨(훗날 의혜왕후)의 3대조를 추증하며 그녀의 모·조모·증조모를 모두 조선국대부인(朝鮮國大夫人)으로 삼았다. 이후 태종이 즉위하여 자신의 외조모를 삼한국대부인으로 추증하고 장모 송씨(원경왕후의 모친) 역시 삼한국대부인으로 삼았다. 태종 17년에 명부의 작위를 재조정하여 대군의 처는 외명부 의친처 정1품 상(上)의 삼한국대부인(三韓國大夫人)으로 삼고, 왕비(王妃)의 어머니(生母·法母)는 정1품 하(下)의 ○한국대부인(某韓國大夫人)으로 삼아 삼한 중 하나(변한·진한·마한)의 국호를 쓰도록 하였고, 후궁 소생의 제군의 처는 종1품 ○한국부인(某韓國夫人)으로 삼았다. 공신의 처 역시 특별히 국대부인과 국부인을 써 일반 대신의 처와 차별을 두었는데 대신 왕족 여성보다 반등을 감하여 정1품 좌·우의정 부원군(左右議政府院君)의 처는 외명부 공신처 정1품 상(上)인 ○한국대부인(某韓國大夫人)으로 제부원군(諸府院君)의 처는 정1품 하(下)인 ○한국부인(某韓國夫人)으로 삼았다.
조선 세종14년, 신하(공신)의 처가 국호(國號)를 쓰는 것이 온당치 않다하여 이를 상고토록 하였는데 상정소에서 종친처 역시 더불어 개칭토록 하니 이는 태종 즉위 후부터 '제후국의 봉작은 종주국보다 2등 낮춘다'는 조건에 맞춰 작위를 수정해왔던 것의 연장이다. 이로 인해 국대부인의 국(國)이 조선의 최고 행정단위인 부(府)로 낮추어지고 대(大)가 생략된 부부인(府夫人)으로 개칭되어 대군의 처와 정궁의 어머니는 동등히 정1품 부부인으로 개칭·봉작토록 하고, 작위 앞에 도호부 단위의 부(고을) 이름을 쓰도록 하여 조선의 제후임을 피력하였는데 이후 이는 본관이나 연고지로 교체된다. 국부인으로 봉작되던 제군(왕의 서자)의 처는 부(府)의 아래 행정단위인 군(郡)을 써 군부인(郡夫人)으로 조정되었으며 역시 국호 대신 군(고을) 이름을 쓰도록 하였다. 공신의 처는 문무대신의 처와 구별하였던 제도를 폐지하고 동등히 정(正)·경(敬)·숙(淑)등을 쓴 작위를 내렸다. 대신, 종실·공신·문무 2품 이상의 수절(守節)한 적모로서 옛 제도에 따라 아들의 직위로 인하여 가작하는 이에게는 특별히 대(大)를 작위에 더할 수 있도록 했는데 이는 훗날 부대부인의 탄생 배경이 된다. 외명부의 개칭이 있고 보름 후인 음력 2월 1일, 세종은 이미 사망하였거나 남편이 사망한 부인의 작위는 개칭치 않고 옛 작위를 그대로 쓸 수 있도록 하자며 대신들을 설득하였다. 이로 인해 세조시대까지 일부 여성이 국대부인으로 호칭된 기록이 《조선왕조실록》에 남아있다.

## 하동부부인? 하동부대부인?
명종 부부의 양자로 입적하여 왕으로 즉위한 선조는 예종부부의 양자로 입적하여 즉위하였다가 즉위 직후 스스로를 파양하고 친아버지를 왕으로 추존한 성종과는 달리 강력한 배경도 없었으며 생부 덕흥군이 후궁 소생 왕자에 불과하여 부모를 왕과 왕후로 격상할 수 없었다. 이에 절충하여 만들어진 새로운 작위가 공신 정1품의 작위로 왕비의 아버지의 작위로도 쓰여진 부원군(府院君)의 부(府)를 대(大)로 교체한 대원군(大院君)이다. 선조는 생부 덕흥군을 조선 최초의 대원군인 덕흥대원군으로 추증하였고, 생모 군부인(郡夫人) 정씨는 외명부 소속 왕실 여성의 최고 품작인 부부인으로 추증하였다.
중종 공희 대왕의 손자이며, 덕흥 대원군(德興大院君) 이초(李岧)의 셋째 아드님이다. 모친은 하동 부부인 정씨(河東府夫人鄭氏)로 증 영의정 정세호(鄭世虎)의 따님이다.— 《조선왕조실록》선조 총서

선묘(宣廟) 때에도 국장(國葬)이 세 차례나 있었지만 모두 궐문 안에서 곡송만 하였다고 사람들이 모두 전하고 있습니다. 그리고 하동 부부인(河東府夫人) 발인 때에는 선조께서 궐문 밖에서 곡송하려고 하였으나 예조가 아뢰어 대내의 뜰 아래에서 망곡(望哭)만 하였습니다.— 《조선왕조실록》인조 12권, 4년(1626 병인 / 명 천계(天啓) 6년) 3월 2일(을사) 1번째기사

옛적에 우리 선조 대왕께서 즉위하신 지 3년째 되는 기사년에 덕흥군을 추승하여 덕흥 대원군으로 하였고, 부인 정씨(鄭氏)를 봉하여 하동 부부인(河東府夫人)으로 하였으며, 자손이 습직(襲職)하여 계속 대군(大君)의 예에 따랐습니다.— 《조선왕조실록》인조 13권, 4년(1626 병인 / 명 천계(天啓) 6년) 7월 27일(정유) 1번째기사

이를 전례로 삼아 인조 역시 자신의 어머니 구씨를 부부인으로 책봉하여 연주부부인으로 삼았다가, 이후 인헌왕후로 추존하였다.
하동부부인이 하동부대부인으로 오인된 것은 영조 즉위년에 영조의 생모인 숙빈 최씨의 추보를 논의할 때 예조판서 이진검이 "선조(宣祖) 때에 덕흥군(德興君)을 높여서 ‘대원군(大院君)’이라고 하였고, 군부인(群夫人)을 ‘부대부인(府大夫人)’이라고 하였다."고 잘못 진달하였기 때문인데, 사실 이는 이진검의 잘못이라기보다 경종2년에 부제학 이명헌이 경종의 사친인 희빈 장씨를 추보할 것을 상소하며 "선조조(宣祖朝)에 덕흥 대원군(德興大院君)을 추숭(追崇)하였을 때에 선정신(先正臣) 이황(李滉)의 의논을 인용하여, 빈(嬪)자 위에 특별히 하나의 대(大)자를 더하고, 이어서 본관(本貫)을 취하여 모부대빈(某府大嬪)으로 삼을 것"을 시초로 한다. 당시 동석했던 이진검이 이명헌의 말을 잘못 기억하여 영조 즉위년에 잘못 진달하였을 가능성도 없진 않으나 예조판서인 이진검이 사실을 전혀 확인하지 않고 진달하였다는 것은 무리가 있는 만큼 경종의 각별한 충신이었던 이진검이 부대빈(府大嬪) 작호의 유지를 위해 고의적으로 잘못 진달하였을 가능성도 없지 않다. 이로 인해 이후 정씨의 작위는 다시 본래의 작호인 하동부부인으로 정정되어 불리기도 하다가 하동부대부인·하동부인·대원군부인으로 섞여서 일컬어지기도 하였는데 이는 아들의 지위에 따라 어머니의 작호에 대(大)를 더할 수 있다는 세종14년 때의 법령과 이미 부대부인의 작호를 쓴 여성이 있었던 전례에 의거해 마땅히 부대부인으로 삼았어야 할 정씨를 부부인으로 삼은 것은 잘못되었음을 뒤늦게 깨달은 탓으로 짐작된다.
이를 바탕으로 철종 즉위 후 철종의 생부로서 대원군으로 추증된 전계대원군의 세 부인이 부대부인으로 봉해졌으며, 이후 고종의 생모 여흥민씨 역시 부대부인으로 봉해져 왕족부인으로서 왕의 사친이 된 여성은 부대부인으로 봉작되는 것이 관례가 되었다. 현대 국어사전에는 부대부인을 왕의 사친의 작위로 정의하고 있으며, 이로 인해 하동부부인은 본래 작위인 하동부부인이 아닌 하동부대부인으로 소개되고 있다.

## 같이 보기
- 부대부인
- 외명부
- 종친부
- 대군